# 主动搜寻地外文明计划

以1679位元組合成的阿雷西博信息。

搜尋外星高智生命活動 (Active Search for Extra-Terrestrial Intelligence)，是嘗試寄發訊息給有智慧的外星人的活動，現行的搜尋外星高智生命訊息通常都是無線電的形式，不過實體的訊息，像是先鋒飾板，也算是發給SETI的一則活動訊息。給外星高智生物的訊息 (Messaging to Extra-Terrestrial Intelligence，METI)，也是搜尋外星高智生物活動的一種，通常被稱為積極的SETI。相對於積極的SETI，一般所知的SETI只是搜尋來自外太空的訊息，並沒有嘗試送出訊息。

METI的定義由蘇聯的科學家亚历山大·列昂尼多维奇·扎伊采夫主導，它明確的區分了SETI的活動和METI的差異：  
科學家所謂的SETI只是搜尋外星人的訊息，METI則是創造訊息發送給外星人，因此SETI和METI的擁護者有著相當不同的觀點。SETI的科學家們只侷限在是否有外星人在這個區域活動？。換言之，它是合理的，SETI若成功，只是翻譯出外星人傳送的訊息。相對於SETI的活動，METI不是侷限在宇宙的一嶼，而是更遠大的目標 － 克服宇宙無盡的沉默，將我們的存在告知長久以來就存在的有智慧的鄰居 － 期望告知你不是孤獨的！

## 訊息的結構
缺乏確定的通訊協定是對METI的挑戰。
電波訊號的特性也是，像是波長、極化的形式和調變都需要考慮。

## 已執行的計畫
- 莫尔斯消息 (1962)（英语：Morse Message (1962)）[2]
- 阿雷西博信息 (1974)
- 宇宙的呼喚 1 (1999)
- 青少年的訊息 (2001)
- 宇宙的呼喚 2 (2003)

這些計畫對準了距離地球32光年至69光年的恆星，只有阿雷西博信息例外，它瞄準的是大約24,000光年遠的M13球狀星團。最早抵達目標的訊息將是宇宙的呼喚 2，預計於2036年4月送達仙后座Hip 4872。
下面是訊息將被送達的恆星：
| Name       | 名稱      | 星座   | 發送日期       | 送達日期   | 訊息         |
| ---------- | --------- | ------ | -------------- | ---------- | ------------ |
| M13        | NGC 6205  | 武仙座 | 1974年11月16日 | 大約25974  | 阿雷西博信息 |
| 天鵝座 16A | HD 186408 | 天鵝座 | 1999年5月24日  | 2069年11月 | 宇宙的呼喚 1 |
| 天箭座15   | HD 190406 | 天箭座 | 1999年6月30日  | 2057年2月  | 宇宙的呼喚 1 |
|            | HD 178428 | 天箭座 | 1999年6月30日  | 2067年10月 | 宇宙的呼喚 1 |
| 葛利斯777  | HD 190360 | 天鵝座 | 1999年7月1日   | 2051年4月  | 宇宙的呼喚 1 |
|            | HD 197076 | 海豚座 | 2001年8月29日  | 2070年2月  | 青少年的訊息 |
| 大熊座47   | HD 95128  | 大熊座 | 2001年9月3日   | 2047年7月  | 青少年的訊息 |
| 雙子座37   | HD 50692  | 雙子座 | 2001年9月3日   | 2057年12月 | 青少年的訊息 |
|            | HD 126053 | 室女座 | 2001年9月3日   | 2059年1月  | 青少年的訊息 |
|            | HD 76151  | 長蛇座 | 2001年9月4日   | 2057年5月  | 青少年的訊息 |
|            | HD 193664 | 天龍座 | 2001年9月4日   | 2059年1月  | 青少年的訊息 |
|            | HIP 4872  | 仙后座 | 2003年7月6日   | 2036年4月  | 宇宙的呼喚 2 |
|            | HD 245409 | 獵戶座 | 2003年7月6日   | 2040年8月  | 宇宙的呼喚 2 |
| 巨蟹座55   | HD 75732  | 巨蟹座 | 2003年7月6日   | 2044年5月  | 宇宙的呼喚 2 |
|            | HD 10307  | 仙女座 | 2003年7月6日   | 2044年9月  | 宇宙的呼喚 2 |
| 大熊座47   | HD 95128  | 大熊座 | 2003年7月6日   | 2049年5月  | 宇宙的呼喚 2 |

## 承擔的風險
對METI最沉重的批評是曝露地球的位置給企圖不明的外星人風險，而且沒有經過國際諮詢的程序。
但是斟酌一些不合理的迷信和恐慌，參見：Sending and Searching for Interstellar Messages
引用國際航空太空學院SETI長期研究小組，在2007年採用一個新的分析工具 －聖馬力諾標尺，討論刻意傳送訊息對地球所造成風險評量表 （页面存档备份，存于）。聖馬力諾標尺是由伊凡·艾瑪教授和H.保羅·舒綺教授以從地球傳出的訊號強度和訊息為基礎開發的。它認為所有被創造與傳輸的訊號都不會被公平的看待，因而每個SETI活動的訊息必須在國際之間進行逐案的檢討。

## 回應的建議
一個向卡爾達肖夫指數中的I型文明發射100億瓦星際SETI回應的提案被羅伯特A.弗雷塔斯Jr.以難以執行予以駁回
，但是這建議是在1980年提出，假設全面性的發送當然不是最好的方法，因此才建議只向能量耗用達到I型文明標準的空間發送。進一步使用只能照亮恆星，而不是在與它們之間的太空，以當前（2008年）的地球技術水準，將可以合理的降低能量的耗用與費用。
一旦發現了其他有文明的地點，維護聯絡和交換信息的能量需求可以通過高度定向的傳輸技術而大幅降低。在1974年，阿雷西博信息傳輸至大約25,000光年遠的M13球狀星團。現在使用更大的天線或更短的波長，將可以用相同的能量將訊號傳送到更遠的距離，進行SETI活動的嘗試。